# Dopingtest
Ein Dopingtest wird bei Sportlern und Sportpferden durchgeführt, um unerlaubtes Doping festzustellen und so für möglichst faire Bedingungen im Wettkampf zu sorgen. Dieser Artikel beschreibt das Verfahren für die Dopingkontrolle von Urinproben. Zum Blutdoping existiert ein eigener Artikel.

## Dopingkontrolle
Kontrolliert werden Sportler, die mögliche Teilnehmer an nationalen und internationalen Wettkämpfen sind, sowie Kadermitglieder. Bei Wettkämpfen wird die Kontrolle von ausgebildetem Personal durchgeführt, die vom Veranstalter engagiert werden. Falls Spitzensportler verreisen, haben sie sich beim Verband abzumelden, gleichgültig ob sie in Urlaub fahren oder in ein Trainingslager. Sie müssen an jedem Ort der Welt rund um die Uhr getestet werden können. Ein Test kostet mehrere hundert Euro.

## Dopingkontrollen außerhalb des Wettkampfes
Falls eine Kontrolle angekündigt wird, so werden Ort und Zeitpunkt des Testes vorher bekanntgegeben. Eine Ankündigung soll jedoch so kurzfristig wie möglich geschehen und der Test spätestens sechs Stunden nach Ankündigung durchgeführt werden. Unangemeldete Kontrollen erfolgen ohne Ankündigung, zum Beispiel während des Vereinstrainings. Der Test soll spätestens eine Stunde nach Kontaktaufnahme mit der zu prüfenden Person durchgeführt werden, so dass diese nur die Möglichkeit hat, ihre Tätigkeit zu beenden, mit der sie gerade beschäftigt war. Ab dem Zeitpunkt der Kontaktaufnahme bleibt die zu überprüfende Person unter ständiger Überwachung des Kontrollpersonals.

## Durchführung der Kontrolle
Die zu überprüfende Person muss eine Probe ihres Urins abliefern. Dies geschieht unter Aufsicht und genauer Sichtkontrolle. Das heißt, das Kontrollpersonal beobachtet die Urinabgabe mit der Maßgabe, auf die Körperaustrittsöffnung zu schauen, um eine Manipulation auszuschließen. Sportler unter 16 Jahren dürfen die Urinprobe ohne Sichtkontrolle abgeben. Die abgelieferte Urinprobe, mindestens 90 Milliliter, wird etwa im Verhältnis 2 zu 1 auf eine A- und eine B-Flasche aufgeteilt.
Es werden nun in Anwesenheit des zu Überprüfenden mittels Lab-Sticks bzw. Refraktometer die Dichte und der pH-Wert der A-Probe gemessen. Die B-Probe wird versiegelt und aufbewahrt, damit später unabhängig nachgeprüft werden kann, ob der Sportler gedopt war. Wenn der gemessene pH-Wert außerhalb des Bereiches 5,0 bis 8,0 oder die Urindichte unter 1,010 g/cm3 liegt, dann kann die betreffende Person zu weiteren Tests aufgefordert werden, weil ein Verdacht auf Doping vorliegt.
Wenn der Sportler sich weigert eine Urinprobe abzuliefern, wird der Test als positiv gewertet. Die Verweigerung wird protokolliert und dem jeweiligen Verband gemeldet. Seit einigen Jahren wird nach dem Wettkampf bei Großereignissen und in ausgewählten Sportarten wie zum Beispiel Radfahren und Skilanglauf zusätzlich zur Urinkontrolle auch eine Blutkontrolle durchgeführt.
Nach § 15,2 des spanischen Anti-Dopinggesetzes sind Kontrollen zwischen 23 und 6 Uhr nicht zulässig, wodurch die alte Frage Privatsphäre oder Fairplay eine neue Dimension bekommt.

## Manipulation der Urinprobe
Trotz strenger Vorschriften, wie Kontrollen durchgeführt werden sollen, gibt es Möglichkeiten, Kontrollen zu manipulieren.
Es gibt die Möglichkeit, vor der Probe zu urinieren und anschließend „sauberen“ Urin durch Rekatheterisierung wieder einzuführen. Oder der Urin wird aus einem anderen Behälter in den für den Urin vorgesehenen Behälter gefüllt. Weiter kann man die Probe mit Wasser verdünnen oder mit Ethanol und Detergentien versetzen. So wies 1998 Michelle Smiths Probe einen Alkoholgehalt auf, an dem die mehrfache Olympiasiegerin gestorben wäre, wenn sie wirklich dementsprechend viel Alkohol getrunken hätte. Es gibt weitere chemische Stoffe, Maskierungsmittel genannt, die die Probe ebenfalls beeinflussen. Dazu gehört beispielsweise das Urikosurikum Probenecid, das deshalb auf der Dopingliste der WADA geführt wird. Bromantan beeinflusst die Messwerte von Testosteron und Epitestosteron. Wenn man Epitestosteron zuführt, beeinflusst dies automatisch das Verhältnis von Testosteron zu Epitestosteron. Dadurch ist ein erhöhter Testosteronwert schwieriger zu ermitteln.

## Wettkampfkontrollen

### Vorwettkampfkontrollen
Unmittelbar vor Wettkämpfen werden in einigen Ausdauersportarten Blutproben zur Kontrolle des Hämoglobinwertes (z. B. bei Skilanglauf) bzw. des Hämatokrits (z. B. bei Radsport) genommen. Der Vorteil von Blutproben liegt darin, dass das Ergebnis sofort vorliegt. Bei Überschreitung der Grenzwerte erfolgt eine vorübergehende Wettkampfsperre.
Der Sportler erklärt sich einverstanden, dass die Entnahme von Blutproben, die einen Eingriff in die körperliche Unversehrtheit darstellen, durchgeführt werden dürfen. Ohne diese Zustimmung darf der Sportler nicht an Wettkämpfen teilnehmen.

### Dopingkontrollen nach Wettkämpfen
Der Sportler muss sich innerhalb von 45 Minuten nach Wettbewerbsende bei einer Kontrollstation melden, um überprüft zu werden.

## Analytische Verfahren zur Untersuchung der Urinproben
Zur qualitativen und quantitativen Bestimmung der in der aktuellen Dopingliste genannten verbotenen Stoffe kommen sowohl chromatographische als auch enzymimmunologische Methoden zum Einsatz. Bedingt durch ihre hohe Spezifität und Sensitivität werden sowohl die GC/MS als auch die HPLC/MS nach adäquater Probenvorbereitung durch verschiedene Extraktionsverfahren wie z. B. auch der Festphasenextraktion (SPE) zur Analytik eingesetzt. Neuere analytische Methoden kommen in vielen Fällen auch ohne aufwändige Probenvorbereitung aus. Solche Stoffe, die der Chromatographie nicht zugänglich sind, werden u. a. durch Enzymimmunoassays analysiert. Die für die Urinanalytik genannten Verfahren können nach adäquaten Anpassungen auch für die Untersuchung von Serumproben eingesetzt werden. Die Konzentrationen der Substanzen, die diesen Methoden zugänglich sind, bewegen sich zurzeit in der Größenordnung von pg/ml bis fg/ml. Labors, die sich für die offizielle Dopinganalytik bei internationalen Wettkämpfen qualifizieren möchten, müssen ihre Akkreditierung beim IOC beantragen. In der Bundesrepublik Deutschland werden solche Untersuchungen in den Labors der Deutschen Sporthochschule in Köln sowie am Institut für Dopinganalytik und Sportbiochemie (IDAS) (akkreditiert durch die WADA seit Januar 2018) im sächsischen Kreischa, als An-Institut der TU Dresden, vorgenommen.

## Dauer der Nachweisbarkeit
Die Qualität von Urintests und die notwendige Häufigkeit, um einen wirklich sauberen Sport zu garantieren, hängt u. a. davon ab, wie lange die entsprechenden Substanzen im Urin nachweisbar sind. Diese Substanzen fallen im Wesentlichen in drei Kategorien:
- 12–24 Stunden (human growth hormone (hGH), Mikrodoping)[15]
- 48–72 Stunden (die meisten Substanzen wie z. B. Erythropoietin (rHuEPO))[16]
- 120 Stunden (neue Tests für ältere Präparate u. a. die meisten Anabolika)[17]

Um eine lückenlose Kontrolle zu garantieren, müssten somit sehr viele Kontrollen im Jahr durchgeführt werden.